# Vestaglia

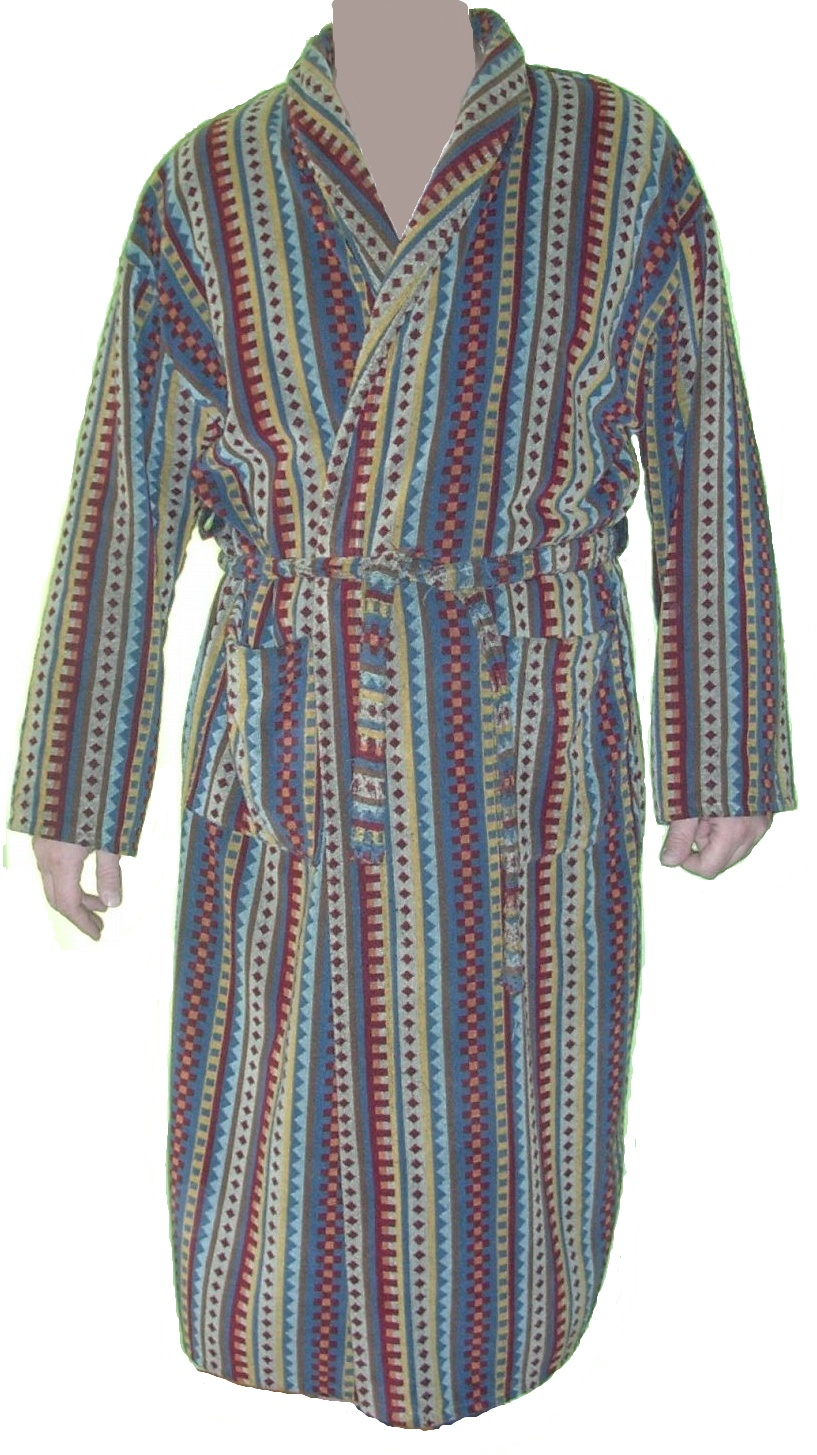
Una vestaglia.

La vestaglia è un indumento ampio ed aperto sul davanti, da indossare sopra al pigiama per comodità o per coprirsi.

## Descrizione
Normalmente la sua lunghezza è standard, ma in alcuni modelli può variare leggermente, facendo arrivare l'orlo inferiore alle ginocchia nei modelli più corti o ai piedi in quelli più lunghi. Inoltre è dotata di una cintura morbida e realizzata nello stesso materiale della vestaglia stessa per chiudere l'indumento alla vita.
Si tratta di un capo prettamente casalingo, sia maschile che femminile. Viene realizzato in lana, flanella, cotone o nei modelli più raffinati in seta, per mantenere più o meno il calore, a seconda del periodo in cui viene indossata.
Pur molto simili nel design, la vestaglia si distingue dall'accappatoio per materiale di realizzazione e scopo.

## Giacca da camera
La giacca da camera è una vestaglia da uomo, generalmente simile al cappotto o alla zimarra. Non è da confondere con la giacca da fumo pure molto simile nel designo, ma differente nello scopo.